# 神戸町立下宮小学校
神戸町立下宮小学校（ごうどちょうりつ しもみやしょうがっこう）は、岐阜県安八郡神戸町にある公立小学校。

## 概要
- 通学区域（自治会）は、新屋敷区、瀬古区、落合区、付寄区、斉田区、柳瀬区、新瀬古区であり、公立中学校の進学先は神戸町立神戸中学校である[1]。
- 通学区域は、旧・下宮村のうち、下宮区を除いた地域に該当する[2]。

## 沿革
- 1873年（明治6年） - 落合村に成思義校が開校。
- 1886年（明治19年） - 成思簡易小学校に改称する。
- 1893年（明治26年） - 付寄に新築移転する[3]
- 1897年（明治30年）4月1日 - 神戸町の一部（下宮・新屋敷）、落合村、柳瀬村、瀬古村、斎田村が合併し、下宮村が発足。同時に斉田尋常小学校に改称する。
- 1899年（明治32年） - 下宮地区の児童を神戸尋常小学校（現・神戸町立神戸小学校）、瀬古地区の児童を中川尋常小学校（現・大垣市立中川小学校）に委託する。
- 1903年（明治36年） - 下宮尋常小学校に改称する。
- 1904年（明治37年） - 現在地に新築移転する。同時に下宮地区、瀬古地区の委託を解除。
- 1905年（明治38年） - 高等小学校を併設する。
- 1909年（明治42年） - 高等小学校廃止。高等科を設置し、下宮尋常高等小学校に改称する。
- 1941年（昭和16年） - 下宮国民学校に改称する。
- 1947年（昭和22年） - 下宮村立下宮小学校に改称する。
- 1954年（昭和29年）4月1日 - 神戸町、下宮村、南平野村の一部と合併し、改めて神戸町が発足。同時に神戸町立下宮小学校に改称する。
- 1975年（昭和50年） - 神戸町立北小学校開校による学区変更により、一部の児童が神戸町立神戸小学校に移動する。
- 1978年（昭和53年） - 現在の校舎が完成。オープンスペース仕様となる。
- 2000年（平成12年） - 屋内運動場が完成。
- 2006年（平成18年） - プールが完成。